# 农旺镇
农旺镇，原为农旺乡，是中华人民共和国四川省眉山市仁寿县曾经下辖的一个镇。2019年12月，撤销农旺镇，将其所属行政区域划归藕塘镇管辖。

## 行政区划
农旺镇撤销前下辖以下地区：
恒泰社区、磨响村、八井村、李坝村、赤卫村、前卫村、齐寨村、黄坭村、齐心村、黄坳村、玉泉村和白坝村。